# سائوری اوباتا
 سائوری اوباتا (ژاپنی: 小畑沙織؛ زاده ۲۳ آوریل ۱۹۷۸) یک تنیس‌باز اهل ژاپن است.